# Wilhelm Heinrichsdorff
Wilhelm „Willy“ Heinrichsdorff (* 6. Mai 1864 in Stolp, Provinz Pommern; † 29. November 1936 in Düsseldorf) war ein deutscher Maler und Zeichner der Düsseldorfer Schule, Gymnasial- und Hochschullehrer sowie Autor einer mehrbändigen Schrift für Zeichenunterricht in preußischen Volksschulen.

## Leben
Heinrichsdorff war Schüler der Kunstschule und des Polytechnikums in Berlin und studierte Malerei als Privatschüler von Eduard von Gebhardt in Düsseldorf. Dort war er auch Mitglied des Künstlervereins Malkasten. In den 1890er Jahren war er Zeichenlehrer am Stadtgymnasium Dortmund. Ab 1904 wurde er zum städtischen Oberzeichenlehrer an das Städtische Lehrerinnen-Seminar in der Steinstraße 23 und 25 berufen. Später auch zuständig für das staatlichen Zeichenlehrerseminar der Kunstgewerbeschule Düsseldorf, das nach dem Ersten Weltkrieg, an dem er als Soldat teilnahm, in die Kunstakademie Düsseldorf überführt wurde. Der Sohn Willi (* 1893 in Dortmund; † 1955 in Düsseldorf) besuchte von 1917 bis 1925 die Kunstakademie und war als Maler und auch als Kunstbildhauer in Düsseldorf tätig. Vater Wilhelm und Sohn Willie stellten 1930 je zwei Bilder auf der Juryfreien Kunstausstellung im Kunstpalast im Ehrenhof aus. Der Sohn Emil, welcher bis Anfang 1912 die Oberrealschule am Fürstenwall besucht hatte, war im Ersten Weltkrieg in Nordfrankreich gefallen.

## Schrift
- Erziehung zum bewußten Sehen, Empfinden und Darstellen. Lehrbuch für den neuzeitlichen Zeichenunterricht in den Volksschulen. Leitfaden für den Zeichenunterricht in den preußischen Volksschulen. W. Bertelsmann Verlag, Bielefeld 1908 ff. (Digitalisate).